# Jean-François Gillet
Jean-François Gillet (Luik, 31 mei 1979) is een Belgische voormalig doelman die momenteel keeperstrainer is bij de Belgische ploeg Standard Luik.

## Carrière

### Jeugd
Gillet is een jeugdproduct van Standard Luik. Tijdens het seizoen 1996/97 debuteerde hij op 17-jarige leeftijd in het eerste elftal onder trainer Jos Daerden. Omwille van de concurrentie met Vedran Runje kwam Gillet nadien nog slechts drie keer in actie voor de Rouches.

### Monza Calcio
Door de geringe speeltijd bij Standard verhuisde hij in de zomer van 1999 als twintigjarige naar Monza Calcio, een club uit de Serie B. Hij was er titularis en speelde er een sterk seizoen, waardoor hij zich liet opmerken bij teams uit de Serie A. Het seizoen 2000/01 speelde hij nog vier wedstrijden van Monza alvorens te verkassen. Uiteindelijk kwam hij 40 keer in actie.

### AS Bari
De sterke prestaties bij Monza leverde hem in 2000 een transfer op naar Bari dat in de Serie A uitkwam. De club betaalde omgerekend ruim €2.500.000,-. Op het einde van zijn eerste seizoen degradeerde Bari naar de Serie B. In zijn eerste seizoen speelde Gillet 20 wedstrijden voor de club uit het zuiden. Ondanks de geweldige prestaties tussen de palen wordt hij beschuldigd van doping. Gillet leverde op 21 januari 2001 na de competitiewedstrijd tegen Reggiana een positief plasje af. Er werden stoffen gevonden in zijn urine die aangeven dat hij het verboden spierversterkend middel nandrolon gebruikt heeft. Gillet heeft het gebruik van doping altijd ontkend, maar wordt toch geschorst voor 10 maanden. Later werd die schorsing in hoger beroep terug gebracht naar 4 maanden, dit omdat de Nederlandse international Edgar Davids (Juventus) de duur van de uitsluiting aanvocht. Ook de Portugees Fernando Couto (Lazio Roma) en de Italianen Stefano Sacchetti en Nicola Caccia (beiden spelers van Piacenza) kregen door de procedure die Davids opstartte strafvermindering.

#### Verhuur aan Triviso
In het seizoen 2003/04 verhuisde Gillet op huurbasis naar Treviso, tevens een club uit de Serie B. Dit was te wijten aan een meningsverschil met toenmalig Bari-trainer Marco Tardelli.

#### Terugkeer naar AS Bari
Nadien keerde hij terug naar Bari, waar hij zich ontpopte tot een publiekslieveling. Hij werd ook aanvoerder van het team van trainer Antonio Conte. In 2008 verlengde hij zijn contract tot 2011. Een jaar later, in het seizoen 2008/09 promoveerde hij met Bari terug naar de hoogste afdeling. Het was 8 jaar geleden dat Bari nog op het hoogste niveau actief was. In het seizoen 2009/10 bevestigt Gillet zijn hoge niveau. Met slechts zeven tegendoelpunten in de eerste twaalf speeldagen behoorde hij tot de minst verslagen verdedigingen van Europa. In 2010 hengelde Manchester City naar de diensten van Gillet, maar de aanvoerder bleef bij Bari.
Op 18 maart 2010 vernieuwde Gillet zijn contract tot 2014. Op 10 september 2010 speelde Gillet tegen Napoli voor de 319e keer in zijn carrière voor Bari, goed voor een clubrecord. Gillet groeide bij Bari uit tot een clubicoon en speelde er uiteindelijk 364 wedstrijden.

### Bologna FC 1909
In 2011 leek Gillet terug te keren naar België toen hij genoemd werd als opvolger van Stijn Stijnen bij Club Brugge, maar uiteindelijk werd hij getransfereerd naar FC Bologna, dat eveneens in de Serie A uitkwam. Bij Bologna speelt hij samen met landgenoot en collega international Gaby Mudingayi. Na de degradatie van Bari vond iedereen het beter dat hij andere oorden opzocht. Bologna betaalde €1.360.000,- en legde Gillet voor 2 jaar vast. Bij Bologna moest hij Emiliano Viviano vervangen die eerder naar Inter vertrokken was. Hij kwam in 1 seizoen 30 keer in actie.

### Torino FC
Op 5 juli 2012 werd bekendgemaakt dat de Luikenaar overstapt naar het pas gepromoveerde Torino FC voor €2.000.000,-. Hij ondertekende er een contract tot 2015. Met coach Giampiero Ventura zal Gillet een oude bekende tegenkomen. Ventura was twee jaar zijn trainer bij Bari.
In 2013 werd Gillets naam genoemd in een omkoopschandaal in de Serie B tijdens het seizoen 2008/09. Toen Gillet voor Bari speelde, zou hij zich hebben laten omkopen bij wedstrijden tegen Treviso in 2008 en Salernitana in 2009. Op 16 juli 2013 werd hij veroordeeld tot een schorsing van 43 maanden. Hij was hiermee een van de zwaarst gestraften onder de aangeklaagde spelers. Begin 2014 werd zijn schorsing teruggebracht naar 13 maanden, waardoor hij in augustus 2014 weer in actie kon komen.
Op 22 augustus 2014 maakt hij zijn comeback in de selectie van Torino. Alvorens in januari naar Calcio Catania te verhuizen, verdedigde Gillet 14 keer het doel van Torino. In de 2,5 jaar dat Gillet voor Torino uitkwam speelde hij 52 keer.

### Catania Calcio
Op 30 januari 2015 ondertekende Jean-François Gillet een tweeënhalfjarig contract bij Catania in de Serie B. Gillet verkiest de Italiaanse tweedeklasser boven een transfer naar KV Mechelen. Dat wordt al zijn zesde Italiaanse club. Met de overgang was €200.000,- gemoeid. Hij krijgt er het rugnummer 1. Uiteindelijk speelde hij slechts een half jaar en 16 wedstrijden voor Catania alvorens weer te vertrekken. Catania had financiële problemen maar kon zich door zijn sterke prestaties toch handhaven in de Serie B. Toen Gillet naar Catania getransfereerd werd stond de ploeg nog op een degradatie plaats.

#### Verhuur aan KV Mechelen
Na 16 jaar in de Serie A en de Serie B gespeeld te hebben keert Jean-François Gillet terug naar België. Hij wordt verhuurd aan KV Mechelen dat tevens een optie tot aankoop had. De bedoeling was om Gillet via KV Mechelen naar het EK te loodsen. Op 4 oktober 2015 stopte Gillet drie strafschoppen tegen RSC Anderlecht in het Asdtridpark. Gillet was niet aan zijn proefstuk toe. Zo stopte hij ooit twee penalty's tegen Brescia in één wedstrijd. Dit overtuigde Mechelen om de aankoopoptie te lichten, maar Gillet weigerde het contractvoorstel en verkaste uiteindelijk naar Standard Luik. In totaal speelde hij 38 wedstrijden voor KV Mechelen. Op het einde van het seizoen werd Gillet geselecteerd als derde doelman voor het EK 2016.

### Standard Luik
Na de interesse uit het verleden werd de overgang van Jean-François Gillet van Catania naar Standard officieel op 4 juni 2016. Hij ondertekende er een contract van twee jaar bij zijn ex-club. Met de transfer was €100.000,- gemoeid. Hij debuteerde in zijn jeugdjaren (in het seizoen 1996/97) in de eerste ploeg maar speelde door de grote concurrentie slechts vier wedstrijden voor de Rouches, waarna hij naar Italië verkaste. Bij Standard werd Gillet de eerste keeper voor jeugdinternational Guillaume Hubert. De Rode Duivel zou er na zijn spelerscarrière ook aan de slag kunnen gaan in de omkadering. Voor trainer Yannick Ferrera was de ervaren rot de absolute nummer 1. Na een trainerswissel en een nederlaag tegen het Spaanse Celta de Vigo in de Europa League en tegen RSC Anderlecht in de competitie werd hij door trainer Alexander Janković vervangen door Hubert omdat hij een onzekere indruk naliet.
In juli 2017 tekende de Mexicaanse doelman Guillermo Ochoa bij Standard. De nieuwe doelman moest de concurrentie aangaan met Jean-François Gillet na het vertrek van Hubert naar Club Brugge. Al snel werd duidelijk dat Gillet vrede moest nemen met de bekerwedstrijden, Ochoa kreeg immers de voorkeur in de competitie. Ondanks die weinige speelminuten werd zijn contract in december 2017 verlengd tot medio 2020. Gillet speelde in het seizoen 2017/18 acht officiële wedstrijden: naast twee competitiewedstrijden (tegen Zulte Waregem en Sporting Charleroi) ook zes bekerwedstrijden. Standard bereikte dat seizoen de bekerfinale. Op 18 maart 2018 won Standard Koning Boudewijnstadion tegen Racing Genk de bekerfinale met 0-1 na een doelpunt van Renaud Emond in de verlengingen. De 38-jarige Gillet werd de op twee na oudste speler ooit in een Belgische bekerfinale. Hij speelde een sterke wedstrijd en verrichtte een aantal belangrijke reddingen.
In juni 2020 verlengde de toen 41-jarige doelman Gillet zijn contract met één jaar. Hij blijft de doublure van Arnaud Bodart. Gillet zal tijdens zijn laatste contractjaar zijn trainerscursussen verder afwerken, waarna hij zal toetreden tot het opleidingscentrum van de Rouches. Op 16 mei 2021, vijftien dagen voor zijn 42e verjaardag, kwam Gillet nog eens in actie toen Bodart tegen KV Mechelen een hoofdblessure opliep. Twee dagen later bevestigde Gillet dat hij op het einde van het seizoen zou stoppen met voetballen om de staf van trainer Mbaye Leye te vervoegen als keeperstrainer.

## Interlandcarrière
Gillet kwam in het verleden uit voor de nationale beloften. Hij was onder meer eerste doelman van de jonge Rode Duivels in 1997 op het WK onder 20 in Maleisië. Het was toenmalig bondscoach Ariël Jacobs die hem selecteerde. Enkel Gillet, Carl Hoefkens, Tom Caluwé, Cédric Roussel en Olivier Renard werden later ook geselecteerd voor het A-team van de Rode Duivels.
Voor Gillet gebeurde dat pas voor de eerste keer op 30-jarige leeftijd. Op 5 september 2009 speelde hij zijn eerste match voor de Rode Duivels. Hij mocht in het doel staan tegen Spanje als vervanger voor de geblesseerde Stijn Stijnen. Hij speelde geen slechte wedstrijd (hij stopte onder meer een strafschop van David Villa), maar kreeg toch vijf goals om de oren. Ondanks zijn sterke reputatie in Italië speelt zijn onbekendheid in België hem soms parten. Nadat Stijnen de deur dichttrok bij de Duivels, kozen zowel Dick Advocaat als Georges Leekens voor hun eerste wedstrijd in de kwalificatiecampagne aanvankelijk voor de jongere maar bekendere Logan Bailly onder de lat. Gillet wist zich echter steeds terug in de concurrentiestrijd te knokken, mede doordat Bailly niet kon imponeren. Toen Bailly uit het doel verdween had de Belgische bondscoach keuze tussen Gillet, Thibaut Courtois en Simon Mignolet.
Door zijn schorsing voor het omkoopschandaal bij Bari, miste Gillet het Wereldkampioenschap voetbal 2014 in Brazilië. Na zijn schorsing nam bondscoach Marc Wilmots Gillet, naast keepers Thibaut Courtois en Simon Mignolet, direct weer op in zijn selectie. Gillet werd geselecteerd als derde doelman voor het Europees kampioenschap voetbal 2016 in Frankrijk. Hij kreeg de voorkeur op Matz Sels en Koen Casteels Voor de (toen) 36-jarige doelman was dit zijn eerste grote toernooi.
Jean-Francois Gillet werd tussen 2009 en 2016 57 keer geselecteerd voor de Rode Duivels. Hierin verzamelde hij 9 caps.

### Interlands
| Interlands van Jean-François Gillet voor België | Interlands van Jean-François Gillet voor België | Interlands van Jean-François Gillet voor België | Interlands van Jean-François Gillet voor België | Interlands van Jean-François Gillet voor België | Interlands van Jean-François Gillet voor België |
| Nr.                                             | Datum                                           | Wedstrijd                                       | Uitslag                                         | Soort wedstrijd                                 | Doelpunten                                      |
| Als speler bij AS Bari                          | Als speler bij AS Bari                          | Als speler bij AS Bari                          | Als speler bij AS Bari                          | Als speler bij AS Bari                          | Als speler bij AS Bari                          |
| ----------------------------------------------- | ----------------------------------------------- | ----------------------------------------------- | ----------------------------------------------- | ----------------------------------------------- | ----------------------------------------------- |
| 1.                                              | 5 september 2009                                | Spanje – België                                 | 5 – 0                                           | Kwalificatie WK 2010                            | -                                               |
| 2.                                              | 9 september 2009                                | Armenië – België                                | 2 – 1                                           | Kwalificatie WK 2010                            | -                                               |
| 3.                                              | 14 november 2009                                | België – Hongarije                              | 3 – 0                                           | Vriendschappelijk                               | -                                               |
| 4.                                              | 17 november 2009                                | Qatar – België                                  | 0 – 2                                           | Vriendschappelijk                               | -                                               |
| 5.                                              | 19 mei 2010                                     | België – Bulgarije                              | 2 – 1                                           | Vriendschappelijk                               | -                                               |
| 6.                                              | 17 november 2010                                | Rusland – België                                | 0 – 2                                           | Vriendschappelijk                               | -                                               |
| Als speler bij Bologna FC 1909                  |                                                 |                                                 |                                                 |                                                 |                                                 |
| 7.                                              | 11 november 2011                                | België – Roemenië                               | 2 – 1                                           | Vriendschappelijk                               | -                                               |
| 8.                                              | 25 mei 2012                                     | België – Montenegro                             | 2 – 2                                           | Vriendschappelijk                               | -                                               |
| Als speler bij Torino FC                        |                                                 |                                                 |                                                 |                                                 |                                                 |
| 9.                                              | 6 februari 2013                                 | België – Slowakije                              | 2 – 1                                           | Vriendschappelijk                               | -                                               |
| Totaal                                          | Totaal                                          | Totaal                                          | Totaal                                          | Totaal                                          | 0                                               |

Bijgewerkt t/m 6 februari 2013

## Clubstatistieken
| Seizoen         | Club            | Land            | Competitie         | Competitie | Competitie | Play-offs | Play-offs | Beker | Beker | Europa | Europa | Supercup | Supercup | Totaal | Totaal |
| Seizoen         | Club            | Land            | Competitie         | Wed.       | Dlp.       | Wed.      | Dlp.      | Wed.  | Dlp.  | Wed.   | Dlp.   | Wed.     | Dlp.     | Wed.   | Dlp.   |
| --------------- | --------------- | --------------- | ------------------ | ---------- | ---------- | --------- | --------- | ----- | ----- | ------ | ------ | -------- | -------- | ------ | ------ |
| 1996/97         | Standard Luik   | België          | Eerste klasse      | 1          | 0          | —         | —         | 0     | 0     | 0      | 0      | —        | —        | 1      | 0      |
| 1997/98         | Standard Luik   | België          | Eerste klasse      | 2          | 0          | —         | —         | 0     | 0     | 0      | 0      | —        | —        | 2      | 0      |
| 1998/99         | Standard Luik   | België          | Eerste klasse      | 1          | 0          | —         | —         | 0     | 0     | 0      | 0      | —        | —        | 1      | 0      |
| 1999/00         | AC Monza        | Italië          | Serie B            | 33         | 0          | —         | —         | 2     | 0     | —      | —      | —        | —        | 35     | 0      |
| 2000/01         | AC Monza        | Italië          | Serie B            | 4          | 0          | —         | —         | 1     | 0     | —      | —      | —        | —        | 5      | 0      |
| 2000/01         | AS Bari         | Italië          | Serie A            | 20         | 0          | —         | —         | 0     | 0     | —      | —      | —        | —        | 20     | 0      |
| 2001/02         | AS Bari         | Italië          | Serie B            | 33         | 0          | —         | —         | 0     | 0     | —      | —      | —        | —        | 33     | 0      |
| 2002/03         | AS Bari         | Italië          | Serie B            | 23         | 0          | —         | —         | 2     | 0     | —      | —      | —        | —        | 25     | 0      |
| 2003/04         | → ACD Treviso   | Italië          | Serie B            | 44         | 0          | —         | —         | 0     | 0     | —      | —      | —        | —        | 44     | 0      |
| 2004/05         | AS Bari         | Italië          | Serie B            | 41         | 0          | —         | —         | 2     | 0     | —      | —      | —        | —        | 43     | 0      |
| 2005/06         | AS Bari         | Italië          | Serie B            | 41         | 0          | —         | —         | 2     | 0     | —      | —      | —        | —        | 43     | 0      |
| 2006/07         | AS Bari         | Italië          | Serie B            | 42         | 0          | —         | —         | 1     | 0     | —      | —      | —        | —        | 43     | 0      |
| 2007/08         | AS Bari         | Italië          | Serie B            | 40         | 0          | —         | —         | 1     | 0     | —      | —      | —        | —        | 41     | 0      |
| 2008/09         | AS Bari         | Italië          | Serie B            | 40         | 0          | —         | —         | 2     | 0     | —      | —      | —        | —        | 42     | 0      |
| 2009/10         | AS Bari         | Italië          | Serie A            | 37         | 0          | —         | —         | 1     | 0     | —      | —      | —        | —        | 38     | 0      |
| 2010/11         | AS Bari         | Italië          | Serie A            | 36         | 0          | —         | —         | 0     | 0     | —      | —      | —        | —        | 36     | 0      |
| 2011/12         | Bologna FC 1909 | Italië          | Serie A            | 29         | 0          | —         | —         | 1     | 0     | —      | —      | —        | —        | 30     | 0      |
| 2012/13         | Torino FC       | Italië          | Serie A            | 37         | 0          | —         | —         | 1     | 0     | —      | —      | —        | —        | 38     | 0      |
| 2013/14         | Torino FC       | Italië          | Serie A            | 0          | 0          | —         | —         | 0     | 0     | 0      | 0      | —        | —        | 0      | 0      |
| 2014/15         | Torino FC       | Italië          | Serie A            | 12         | 0          | —         | —         | 0     | 0     | 2      | 0      | —        | —        | 14     | 0      |
| 2014/15         | Calcio Catania  | Italië          | Serie A            | 16         | 0          | —         | —         | 0     | 0     | —      | —      | —        | —        | 16     | 0      |
| 2015/16         | → KV Mechelen   | België          | Jupiler Pro League | 30         | 0          | 5         | 0         | 3     | 0     | —      | —      | —        | —        | 38     | 0      |
| 2016/17         | Standard Luik   | België          | Jupiler Pro League | 20         | 0          | 8         | 0         | 1     | 0     | 3      | 0      | 1        | 0        | 33     | 0      |
| 2017/18         | Standard Luik   | België          | Jupiler Pro League | 1          | 0          | 1         | 0         | 6     | 0     | —      | —      | —        | —        | 8      | 0      |
| 2018/19         | Standard Luik   | België          | Jupiler Pro League | 0          | 0          | 0         | 0         | 1     | 0     | 0      | 0      | 1        | 0        | 2      | 0      |
| 2019/20         | Standard Luik   | België          | Jupiler Pro League | 0          | 0          | 0         | 0         | 0     | 0     | 0      | 0      | —        | —        | 0      | 0      |
| 2020/21         | Standard Luik   | België          | Jupiler Pro League | 0          | 0          | 2         | 0         | 0     | 0     | 0      | 0      | —        | —        | 2      | 0      |
| Carrière totaal | Carrière totaal | Carrière totaal | Carrière totaal    | 583        | 0          | 16        | 0         | 27    | 0     | 5      | 0      | 2        | 0        | 633    | 0      |

## Erelijst
AS Bari
- Kampioen Serie B

2008/09
 Standard Luik
- Beker van België

2017/18